# Watsonia latifolia
Watsonia latifolia är en irisväxtart som beskrevs av Nicholas Edward Brown och Anna Amelia Obermeyer. Watsonia latifolia ingår i släktet Watsonia och familjen irisväxter. Inga underarter finns listade i Catalogue of Life.